# Microgale taiva
Microgale taiva är en däggdjursart som beskrevs av Major 1896. Microgale taiva ingår i släktet långsvanstanrekar, och familjen tanrekar. IUCN kategoriserar arten globalt som livskraftig. Inga underarter finns listade i Catalogue of Life.
Arten förekommer på östra och nordöstra Madagaskar. Den vistas i regioner som ligger 530 till 2500 meter över havet. Habitatet utgörs av fuktiga skogar.